# Narušitel (film, 2019)
Narušitel je český dramatický film z roku 2019 režiséra Davida Baldy. Film byl inspirován skutečným příběhem letce Vladislava Baldy, režisérova děda a jeho přátel.

## Děj
Čtveřice kamarádů se svým leteckým mentorem spolu slouží u armádního letectva socialistického Československa dvě dekády. Potom se ale začne rozplétat případ, ve kterém potkala bývalého pilota RAF smrt při nezdařeném pokusu o přelet na Západ a hlavní hrdina si uvědomí, že nemá jinou volbu, než se ho pokusit napodobit.

## Obsazení
| Jiří Dvořák        | Zdeněk Chmela        |
| Petr Kostka        | Vladislav Kučera st. |
| Stanislav Zindulka | Otmar                |